# Lakhdar Ben Ahmed Lamine
Lakhdar Ben Ahmed Lamine (arabe : لخضر بن احمد الأمين) est un boxeur tunisien.

## Carrière
Lakhdar Ben Ahmed Lamine remporte la médaille de bronze dans la catégorie des poids légers aux championnats d'Afrique de boxe amateur 1962 au Caire.
Il est médaillé d'or dans la catégorie des poids légers aux Jeux de l'Amitié de 1963 à Dakar puis médaillé de bronze dans la même catégorie aux Jeux méditerranéens de 1963 à Naples.
Il obtient la médaille d'argent dans la catégorie des poids super-légers aux Jeux africains de 1965 à Brazzaville, s'inclinant en finale face au Kényan John Olulu.